# Gravitational Systems
Gravitational Systems ist ein Jazzalbum des Duos von Matthew Shipp mit Mat Maneri. Die am 10. Mai 1998 im Sorcerer Sound Studio, New York City, entstandenen Aufnahmen erschienen 2000 auf hatOLOGY.

## Hintergrund
Mit Gravitational Systems setzte der Pianist Matthew Shipp seine Reihe von Duetten mit gleichgesinnten Jazzmusikern fort. Es war die fünfte Aufnahme Shipps für das HatHut-Label hatOLOGY. Die meisten Stücke auf dem Album sind frei improvisiert, mit Ausnahme einer Version von Greensleeves, der zunächst in traditioneller Form beginnt, sowie John Coltranes Komposition Naima, die jedoch in Shipps Fassung kaum zu erkennen sei, notierte Steve Loewy. Shipp wird durchweg von einem langjährigen Kollegen – dem Geiger Mat Maneri – begleitet.
Die 2011 bei HatHut erschienene Kompilation Duos With Mat Maneri & Joe Morris enthält (neben Titeln aus dem Album Thesis mit Joe Morris von 1997) die fünf Titel Landscape Harmony, Gravitational Systems, Series of Planes, Elasticity und Knots aus Gravitational Systems.

## Titelliste
- Matthew Shipp Duo with Mat Maneri: Gravitational Systems (hatOLOGY 530)[4]
  1. Elasticity 4:48
  2. Greensleeves (Traditional, Arr. Matthew Shipp) 4:43
  3. Series of Planes 5:31
  4. Knots 4:41
  5. Notes 5:11
  6. Two Elements 5:33
  7. Landscape Harmony 8:33
  8. Forcefield 8:19
  9. Gravitational Systems 8:15
  10. Naima (John Coltrane) 3:16
- Sofern nicht anders vermerkt stammen alle Kompositionen von Matthew Shipp.

## Rezeption
Steve Loewy verlieh dem Album in Allmusic 4½ (von fünf) Sterne und schrieb, Shipps Fassung des Traditional „Greensleeves“ implodiere förmlich nach der an der Melodie orientierten Einleitung. Mat Maneris freche und virtuose Läufe seien eine perfekte Plattform für die dichten, manchmal mürrischen Beiträge des Pianisten.

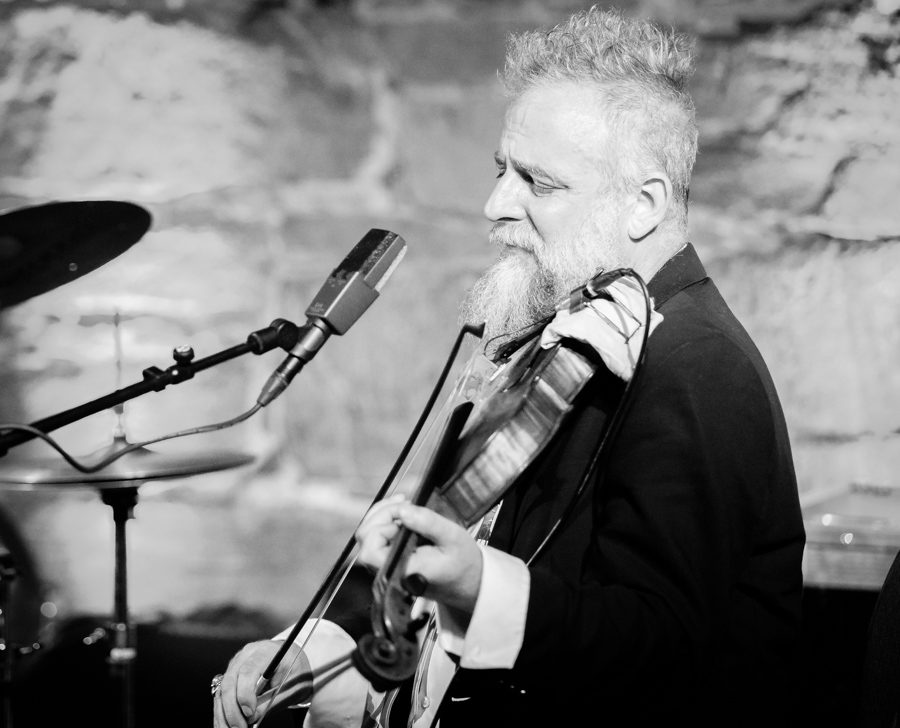
Mat Maneri bei einem Auftritt beim Kongsberg Jazzfestival 2018

Nach Ansicht von Glenn Astarita, der das Album in All About Jazz rezensierte, griffen die beiden Musiker mit dieser Veröffentlichung nach den Sternen und zeigten dabei grenzenlose Begeisterung und ein ausgeprägtes Bewusstsein für ihre jeweilige musikalische Persönlichkeit, sei es als improvisierendes Kammerduo in „Elasticity“ oder bei der Verfolgung von Motiven, die ihre angeborene Chemie scheinbar von innen heraus extrahiere. Der Spaß beginnt, wenn die Musiker abenteuerliche und oft wütende Improvisationen gekonnt integrieren, ohne den Fokus zu verlieren oder das Hauptthema aufzugeben. Gravitational Systems  bringe die unwiderstehlichen Tendenzen und ähnlichen Jazz-Ausdrucksformen zweier Pioniere des modernen Jazz ans Licht, die gemeinsam viel Synergie, Tiefe und Herz zeigten, lobt der Autor. Zusammenfassend meint Astarita, Gravitational Systems sei eine bemerkenswerte Ausgabe dieses florierenden Genres im Neuen Jazz.
Duck Baker schrieb in JazzTimes, es sei bemerkenswert, dass Matthew Shipp in seinem Duo mit Mat Maneri fast immer den Fluss der Musik bestimme. Selbst wenn er eine Situation einrichtet, in der er im Grunde genommen ein Begleiter ist, wie bei „Two Elements“, in dem seine stark akzentuierten Akkorde den Geiger zu einer linearen Art von Solo trieben, die Maneri bei anderen Stücken nicht einsetze. Dennoch scheine im Allgemeinen Maneris abstrakterer Stil besser geeignet zu sein, den Hinweisen des Pianisten zu folgen. Auf jeden Fall sei es beeindruckend, wie gut diese beiden zusammenarbeiten. Vorbehalte hat der Autor hinsichtlich der Interpretation von „Greensleeves“; diese zunächst sehr klare Wiedergabe des Klassikers scheine ihm etwas sinnlos zu sein, was auf eine gewisse Unbeholfenheit hinweise, wie der schwierige Übergang von innen nach außen bewältigt werde, der sich hier gelegentlich manifestiere.
Raul Da Gama-Rose schrieb zur Neuveröffentlichung (2011) einer Auswahl von Stücken aus Gravitational Systems: „Das musikalische Terrain ist kraftvoll, dramatisch und nicht weniger schockierend für diejenigen, die klangliche Ruhe erwarten könnten. Dies ist eine Aufzeichnung, bei der das Unerwartete ziemlich dramatisch explodiert.“